# Mallotus connatus
Mallotus connatus är en törelväxtart som beskrevs av M.Aparicio. Mallotus connatus ingår i släktet Mallotus och familjen törelväxter. Inga underarter finns listade i Catalogue of Life.